# Oidaematophorus rogenhoferi
Oidaematophorus rogenhoferi is een vlinder uit de familie vedermotten (Pterophoridae). De wetenschappelijke naam is voor het eerst geldig gepubliceerd in 1871 door Mann.
De soort komt voor in Europa.